# 福克斯 (明尼蘇達州)
福克斯（英語：Fox）是位於美國明尼蘇達州羅索縣羅斯鎮區的一個非建制地區。

## 歷史
福克斯的郵局於1891年成立，其後於1937年停運。此地得名自當地的狐狸。

## 地理
福克斯所處的海拔為高於海平面333米（即1093英呎），而該地所採用的時區為UTC-6，即北美中部時區（CST）。同時該地設有夏令時間，為UTC-6調快一小時，即UTC-5（CDT）。